# Leyes de Perú
Corresponden a las leyes de Perú a las normas con rango de ley en la República de Perú. Estas son creadas por el congreso del país y se realizaron por primera vez en 1822 por el Congreso Constituyente para posteriormente enumerarlas en 1903.
Las primeras normas fueron modificadas de la legislación española, posteriormente se formaron los códigos republicanos: los civiles (1845), penales (1852) y tributario.

## Tipo de leyes
En general, desde la Constitución de 1993 las leyes se clasifican según sus leyes.
- Leyes orgánicas: Centradas en regular el funcionamiento de las instituciones públicas. Requieren el voto de más de la mitad de parlamentarios.[3]
- Las leyes de reforma constitucional: El único medio en cambiar los artículos de la Constitución basada en su artículo 206.[4] Requieren el voto de más de los dos tercios de los parlamentarios.[3]
- Leyes especiales centradas en el presupuesto y la financiación de la República. Se anuncian por decreto legislativo.[3]

### Contrato-ley
La Constitución Política de 1993 introdujo como novedad el «contrato-ley», un mecanismo jurídico acorde con la orientación neoliberal adoptada por el gobierno de la época. Estos contratos establecen acuerdos vinculantes entre el Estado y empresas privadas, fomentando la inversión y el desarrollo económico durante su vigencia.
La modificación de estos contratos solo puede realizarse mediante un proyecto del mismo rango legal, asegurando su estabilidad a lo largo del tiempo. Además, en caso de incumplimiento, se procede a un arbitraje.

## Resoluciones inferiores a ley
Debajo de las leyes y la Constitución, existen normativas realizadas por la administración pública que reglamentan o adaptan a sus circunstancias a las leyes ordinarias y orgánicas y llevan las formas de:
- Decreto Supremo: La más formal de todas realizada por un órgano del Ejecutivo tras conococerse en la Constitución y las leyes, firmado por el presidente y al menos un ejecutivo.[7]
- Resolución Ministerial
- Resolución Directora

## Formulación y promulgación
Actualmente y según el artículo 102° de la Constitución Política de 1993, las formulaciones se realizan desde la Oficina de Trámite Documentario del Congreso para su discusión y próxima aprobación. Este debe firmarse, exponerse de forma clara y estructurarla, además de llevar documentada junto a los gastos requeridos.
Si se aprueba, el presidente de la República podrá promulgarla y publicarla en el diario oficial El Peruano. De lo contrario, tendrá un plazo de 15 días para revisarla y, si no hay respuesta del Poder Ejecutivo, será el presidente del Poder Legislativo quien se encargue de publicarla. La ley podrá derogarse por otra ley conforme al Código Civil de 1936 y siguientes. Sin embargo, en el caso de los decretos supremos, hubo controversia cuando algunos de ellos no se publicaron en la década de 1980 a pesar de la exigencia del Decreto Legislativo 217. Para 2023, las leyes tienen un plazo de tres días después de su aprobación para publicarse en el boletín oficial. En 2025, Alejandro Soto propuso que el Congreso de la República directamente promulgue sus propias normas sin necesidad de que el Ejecutivo las firme.
También se concede a propia Presidencia emitir su Decreto-Ley bajo legislación delegada por motivos de emergencia. Una de estas se aplicó en la Ley 17044 de 1968 para reformar el sistema del impuesto a la renta.
Existieron medidas para evitar que las leyes interfirieran con las superiores. En 1945 se derogó la ley 10334, en que se realizó con ayuda de la población debido a la Constitución de 1933, en que el artículo 133 decía que «hay acción popular ante el Poder Judicial contra los reglamentos y contra las resoluciones y decretos gubernativos de carácter general que infrinjen la Constitución o la leyes». En el Código civil de 1936 se señaló también que «cuando hay incompatibilidad entre una disposición constitucional y una legal, se prefiere la primera» pero no fue aplicada con efectividad hasta 1963 con las medidas de habeas corpus y que se actualizó en el código de 1988. El 9 de febrero de 1992 se anunció la ley 25397 que generó controversia al incumplir el Estado de derecho tras ejercer los derechos al presidente en casos de emergencia sin pedir autorización del Congreso. En 2007 para mantener consistencia con la normativa actual, se publicó la Ley 29477 que oficializa explícitamente la derogación de las no vigentes.

### Leyes declarativas
Dentro de las leyes aprobadas por el Congreso, se encuentran las declarativas, que son criticadas de «populistas» por su insignificante relevancia. Esta tendencia fue notable desde 2016, cuando se inició la crisis política. Entre 2017 y 2018, las normas sin relevancia fueron prioritarias para el Parlamento, con casi 100 en total. En 2019 se anunciaron otras 100 leyes que fueron promocionadas en comunicados de prensa. En 2023 se realizaron casi 500 de su tipo, siendo uno de los mayores promotores a Perú Libre. Se propuso eliminar esa particularidad en 2021 sin éxito.

## Estadísticas
En 1822 se promulgó la primera ley de la historia. En esa norma se estableció que el Congreso tiene «el poder supremo en todas sus partes». El  25 de septiembre de 1903 se asignó el número 1 como parte del sistema de ordenamiento legislativo en el país.
De 1947 a 1985, el Congreso produjo 358 leyes contra las 28 mil normas que emitió el Poder Ejecutivo. Los últimos años de la década de 1970 se promulgaron cinco mil decretos-leyes, en que fueron declarados como anticonstitucionales debido a que ocurrieron en los gobiernos de facto. A finales de 2014 el portal Gaceta Jurídica indicó que el país mantiene a 20 mil leyes y que al menos se crea una ley cada 6 minutos. En octubre de 2016 más de 30 mil normas y 600 mil regulaciones entraron en vigencia.
El medio Caretas calculó que en 2019 que solo el 30 % de sus normas autoriza el derecho a la propiedad castral de la vía formal, dejando al resto de la normativa con la posibilidad de apropiarse por organizaciones no legalizadas.